# Marcus Aurelius tempel
Marcus Aurelius tempel (latin: Templum Divi Marci) var ett tempel på centrala Marsfältet i antikens Rom. Det uppfördes åt den gudaförklarade Marcus Aurelius av hans son Commodus. Templet var beläget strax väster om Marcus Aurelius-kolonnen, ungefär där nu Palazzo Wedekind är beläget vid Piazza Colonna.